# Odma opłucnowa

Zdjęcie radiologiczne klatki piersiowej z uwidocznieniem lewostronnej odmy wentylowej

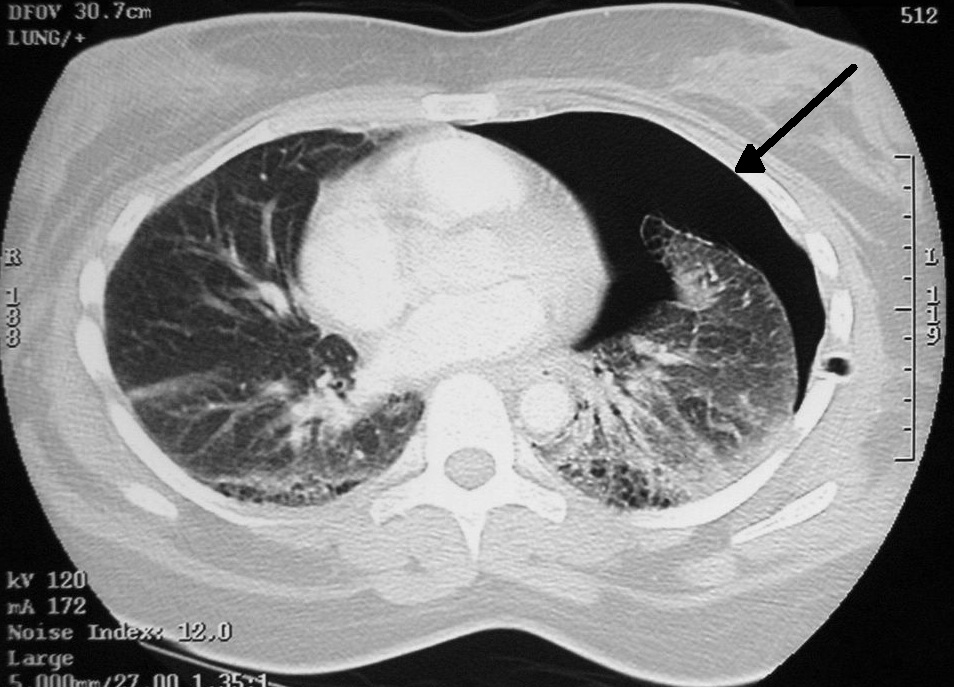
Lewostronna odma opłucnowa w tomografii komputerowej

Odma opłucnej (łac. pneumothorax) – wtargnięcie powietrza lub innych gazów do jamy opłucnej spowodowane najczęściej uszkodzeniem miąższu płucnego lub przedziurawieniem ściany klatki piersiowej. Odma opłucnowa jest jednym ze stanów nagłych i jako taka wymaga niezwłocznej interwencji chirurgicznej.
Wyróżnia się klasyfikacje odmy:
- Ze względu na komunikacje ze światem zewnętrznym:
  - odmę zamkniętą
  - odmę otwartą
- Ze względu na mechanikę odmy:
  - odmę zastawkową
- Ze względu na przyczynę:
  - samoistną
  - pourazową

## Przyczyny
Odmę opłucnową samoistną dzieli się na dwa typy: pierwotną, która występuje przy braku znanej choroby płuc, oraz wtórną, które występuje u osób z chorobami płuc.

### Pierwotna samoistna odma opłucnowa
Przyczyny prowadzące do wystąpienia pierwotnej samoistnej odmy opłucnowej są nieznane, ale do czynników ryzyka zalicza się płeć męską, palenie tytoniu oraz dodatni wywiad rodzinny w kierunku występowania odmy opłucnowej.

### Wtórna samoistna odma opłucnowa
Wtórna samoistna odma opłucnowa może wystąpić w przebiegu różnych chorób płuc; najczęstszą z nich jest przewlekła obturacyjna choroba płuc (zwłaszcza przy współistnieniu pęcherzy rozedmowych) – w przybliżeniu w 70% przypadków. Do innych chorób płuc, przy których częściej występuje odma opłucnowa zalicza się:
- choroby dróg oddechowych: zaostrzenie ciężkiej astmy, mukowiscydozę;
- zakażenia płuc i choroby pasożytnicze: pneumocystozowe zapalenie płuc, gruźlica, martwicze zapalenie płuc, odra, bąblowica;
- śródmiąższowe choroby płuc: sarkoidoza, idiopatyczne włóknienie płuc, histiocytoza X, limfangioleiomiomatoza;
- choroby tkanki łącznej: reumatoidalne zapalenie stawów, zesztywniające zapalenie stawów kręgosłupa, zapalenie wielomięśniowe i zapalenie skórno-mięśniowe, sklerodermia układowa, zespół Marfana i zespół Ehlersa-Danlosa;
- nowotwory złośliwe: rak płuca, mięsaki z zajęciem płuca;
- ciało obce w drzewie oskrzelowym;
- endometrioza opłucnej (odma katamenialna)[1].

### Odma opłucnowa pourazowa i jatrogenna
Pourazowa odma opłucnowa może być wynikiem urazu tępego lub penetrującego ściany klatki piersiowej. Mechanizm doprowadzający do powstania odmy jest najczęściej związany z penetracją ostrych fragmentów kostnych złamanych żeber, które powodują uszkodzenia tkanki płucnej. Pourazowa odma opłucnowa może również wystąpić u osób narażonych na wybuch, nawet jeśli nie ma ewidentnych obrażeń klatki piersiowej.
Do powstania odmy jatrogennej mogą prowadzić takie zabiegi medyczne, jak wprowadzenie cewnika wkłucia centralnego, przezklatkowa biopsja aspiracyjna guzków płuc, biopsja przezoskrzelowa lub opłucnej, torakocenteza, blokada nerwów międzyżebrowych, tracheostomia, resuscytacja krążeniowo-oddechowa oraz założenie rurki nosowo-gardłowej. Stosowanie wentylacji z dodatnim ciśnieniem w drogach oddechowych, zarówno w sposób mechaniczny, jak i nieinwazyjny, może spowodować barotraumę również prowadzącą do powstania odmy opłucnowej.

## Epidemiologia
Odma opłucnowa występuje trzy do sześciu razy częściej u mężczyzn niż u kobiet. Wzrost znacząco powyżej średniej populacyjnej oraz szczupła budowa ciała zwiększają ryzyko wystąpienia odmy opłucnowej. Ryzyko wystąpienia pierwszej odmy samoistnej jest zwiększone u palących mężczyzn i kobiet o współczynniki odpowiednio 22 i 9 w porównaniu do osób niepalących tej samej płci. U osób palących ryzyko wystąpienia odmy wzrasta nieliniowo wraz z liczbą wypalanych papierosów: mężczyźni, którzy palą 10 papierosów dziennie, mają w przybliżeniu 20-krotnie zwiększone ryzyko w porównaniu do niepalących, podczas gdy u palaczy 20 papierosów dziennie wzrost ryzyka jest 100-krotny.
U młodych kobiet zgłaszających się z nawracającą odmą powinna być brana pod uwagę diagnoza endometriozy opłucnej.

## Objawy

### Podmiotowe
- kłujący ból w klatce piersiowej (po stronie zajętej)[3][4]
- duszność[3][4]
- suchy kaszel[3][4]
- omdlenia[3]
- ogólne osłabienie

### Przedmiotowe
Wszystkie objawy w badaniu przedmiotowym zostały opisane w odniesieniu do strony zajętej (jeśli nie zaznaczono inaczej).
- bladość[3]
- sinica (centralna)[3][4]
- oddech spłycony i przyspieszony[3][4]
- uwypuklenie strony zajętej z powłóczeniem[3]
- tachykardia[3][4]
- szmer pęcherzykowy – osłabiony[4] lub zniesiony[3]
- odgłos opukowy – nasilony[4] lub bębenkowy[3][4]
- odgłos mowy – osłabiony
- drżenie głosowe – osłabione lub zniesione[3]

### Rozpoznanie
Objawy odmy mogą nie być oczywiste i jednoznaczne, zwłaszcza u osób z niewielką pierwotną odmą samoistną, dlatego najczęściej wymagane jest potwierdzenie rozpoznania przy użyciu badań obrazowych. Odma prężna jest natomiast stanem zagrożenia życia i powinna być leczona przed wykonaniem badań obrazowych, zwłaszcza w przypadku znacznej hipoksji, bardzo niskiego ciśnienia krwi lub zaburzeń świadomości u pacjenta. Wykonanie zdjęcia rentgenowskiego przy rozpoznaniu odmy prężnej jest czasami konieczne w przypadku wątpliwości co do umiejscowienia odmy.

#### Badanie RTG
Najczęściej przy podejrzeniu odmy opłucnowej wykonuje się zwykłe zdjęcie klatki piersiowej, najlepiej w projekcji tylno-przedniej (PA). Typowo powinno uzyskać się zdjęcia na zatrzymanym wdechu. Istnieją rozbieżne opinie na temat przydatności ewentualnego wykonywania zdjęć klatki piersiowej na wydechu – według badań kontrolowanych z randomizacją są one nieprzydatne. Przy silnym podejrzeniu odmy opłucnowej, lecz przy braku potwierdzenia tego rozpoznania na zdjęciu PA, można wykonać zdjęcia profilowe (boczne), nie są one jednak wykonywane rutynowo. Rozpoznanie odmy opłucnowej opiera się na stwierdzeniu takich objawów jak linijny cień opłucnej płucnej układający się równolegle do ściany klatki piersiowej, z niewidocznymi obwodowo od niego naczyniami. Może wystąpić przemieszczenie śródpiersia na stronę niezajętego płuca. W zakresie płuca przeciwnej strony klatki piersiowej mogą być również widoczne nieprawidłowości dróg oddechowych lub zmiany śródmiąższowe.
Wielkość odmy opłucnowej można określić z wystarczającą dokładnością przez pomiar odległości brzegów ściany klatki piersiowej od płuc. Jest to istotne dla leczenia małych odm opłucnowych, które można leczyć na różne sposoby. Warstwa powietrza o grubości 2 cm oznacza, że odma opłucnowa zajmuje około 50% połowy klatki piersiowej. Według brytyjskich wytycznych pomiary powinny być wykonywane na poziomie wnęki płuca, z wartością graniczną 2 cm rozróżniającą dużą i małą odmę opłucnową, podczas gdy według amerykańskich wytycznych pomiaru należy dokonywać przy szczycie płuc z 3 cm wartością rozróżniającą. Metoda amerykańska może spowodować przecenienie rozmiaru odmy opłucnowej, jeśli komora odmowa jest zlokalizowana w przeważającej części przy szczycie płuca, co zdarza się często. Odma opłucnowa nie zawsze otacza płuco jednolicie; w niektórych przypadkach może dojść do powstania ograniczonej (otorbionej) przestrzeni odmy w określonym miejscu klatki piersiowej. Na zdjęciu RTG klatki piersiowej oprócz odmy może być widoczny płyn w jamie opłucnowej (który może odpowiadać krwi) układający się poziomo. W niektórych przypadkach jedyną zauważalną nieprawidłowością może być objaw głębokiego zachyłka przeponowo-żebrowego występujący u pacjentów leżących.
W przypadku odmy opłucnowej prężnej do najczęściej stwierdzanych objawów należą: przesunięcie śródpiersia na stronę przeciwną do odmy, poszerzenie przestrzeni międzyżebrowych i obniżenie wysokości kopuły przepony po stronie odmy.
Czasami odmę opłucnową można zauważyć na zdjęciach celowanych żeber wykonanych z przyczyn pourazowych, w sytuacji gdy na podstawie badania przedmiotowego i podmiotowego nie ma podejrzenia odmy.

#### Badanie TK
Badanie TK klatki piersiowej pozwala na dokładniejszą ocenę odmy opłucnowej niż zdjęcia RTG, ale jej zastosowanie w tym wskazaniu nie jest rutynowo zalecane. Tomografia komputerowa klatki piersiowej może być przydatnym badaniem w wybranych przypadkach. Pozwala między innymi rozróżnić pęcherze rozedmowe od odmy opłucnowej w sytuacji, gdy obraz RTG jest niejednoznaczny. W sytuacjach pourazowych, gdy uzyskanie zdjęć w pozycji stojącej może być niemożliwe, w około jednej trzeciej przypadków odma opłucnowa może nie być widoczna na zdjęciach rentgenowskich, podczas gdy badanie tomografii komputerowej zachowuje wysoką czułość. Dodatkowo tomografia komputerowa może być przydatna w rozpoznaniu chorób, które doprowadziły do powstania odmy opłucnowej.

#### Badanie USG
Badanie USG również może posłużyć do rozpoznania odmy opłucnowej. Badanie wykonuje się z użyciem głowicy 5–10 MHz przyłożonej w linii środkowo-obojczykowej i pachowej przedniej. Na postawienie rozpoznania odmy opłucnowej pozwala stwierdzenie braku objawu przesuwania się blaszek opłucnej wraz z ruchami oddechowymi oraz brak objawu ogona komety. Ultrasonografia może być w szczególności przydatna w warunkach pomocy doraźnej i intensywnej opieki medycznej, pozwalając na szybkie postawienie rozpoznania z zachowaniem wysokiej czułości swoistości i dokładności metody.

## Odma zamknięta
Jest to jednorazowe wtargnięcie pewnej ilości powietrza do jamy opłucnej. Powstaje najczęściej na skutek pęknięcia pęcherza rozedmowego, lub też spowodowana jest przebiciem miąższu płucnego lub ściany klatki piersiowej przez ciało obce lub żebro. Mała odma zamknięta nie wymaga leczenia. Duża odma, określana jako spadnięcie więcej niż 25% płuca po jednej stronie, wymaga odbarczenia. Odessanie powietrza wykonuje się przez nakłucie jamy opłucnej przy pomocy igły lub drenu, najczęściej w drugiej przestrzeni międzyżebrowej w linii środkowo-obojczykowej i podłączeniu do układu ssącego. Odma zamknięta może nawracać na skutek pękania kolejnych lub tego samego pęcherza rozedmowego lub też na skutek przebijania miąższu płucnego przez fragment kostny. Wymagana jest wtedy interwencja operacyjna, polegająca na wycięciu pęcherzy rozedmowych, wytworzeniu zrostów w opłucnej lub usunięciu fragmentu kostnego.

## Odma otwarta
Występuje na skutek przebicia ściany klatki piersiowej i pozostawienia ziejącej rany mającej połączenie z jamą opłucnej. Na skutek wzrostu ciśnienia w jamie opłucnej płuco ulega zapadnięciu (prawidłowo ciśnienie w jamie opłucnej jest niższe od ciśnienia atmosferycznego). Odma otwarta stanowi bezpośrednie zagrożenie życia. Spowodowane jest to znacznym ograniczeniem pojemności oddechowej (brak funkcji jednego płuca), pogłębianej dodatkowo przez tzw. oddech paradoksalny. Leczenie polega na zastosowaniu tzw. „opatrunku Ashermana” – jałowego opatrunku warstwowego w postaci kompresu uszczelnionego kawałkiem folii zaklejonego tylko z 3 stron. W ten sposób uniemożliwiamy dostawanie się powietrza do jamy opłucnej, a pozwalamy na uchodzenie krwi i powietrza z jej wnętrza. W dalszym etapie może być wymagany drenaż ssący.

### Oddech paradoksalny
Zjawisko polegające na wahadłowym przemieszczaniu gazów z jednego płuca do drugiego. Podczas wydechu powietrze z prawidłowego płuca zostaje wtłoczone do drugiego, spadniętego płuca. Podczas wdechu sytuacja się odwraca i powietrze zalegające w uszkodzonym płucu zasysane jest ponownie do płuca zdrowego.

## Odma zastawkowa (wentylowa)
Inaczej zwana odmą prężną. Na skutek pęknięcia małego fragmentu tkanki płucnej, powietrze podczas wdechu przedostaje się z miąższu płucnego do jamy opłucnej. Z każdym kolejnym wdechem do tej zamkniętej przestrzeni przedostaje się kolejna porcja gazów, zwiększając ciśnienie w jamie i upośledzając rozprężanie się narządu. Zaawansowana odma zastawkowa wywołuje ucisk na płuco zdrowe, upośledzając jego funkcję. Leczenie polega na szybkim nakłuciu opłucnej i odprowadzeniu nadmiaru gazów. W dalszym etapie może być konieczne wykonanie drenażu ssącego.

## Odma samoistna
Jej przyczyną jest przedostanie się powietrza do wnętrza jamy opłucnej co powoduje ucisk płuca i w efekcie jego zapadnięcie się.
Odma samoistna pierwotna powstaje zazwyczaj z przyczyn nieznanych, jednakże odma wtórna wymaga dokładnych badań pozwalających na określenie przyczyny powstania.
Jednym z powodów powstania odmy samoistnej jest pęknięcie pęcherza rozedmowego. Rozedma płuc powstaje przede wszystkim u osób starszych, które paliły przez długie lata. U osób młodych, niepalących, powstanie rozedmy płuc może być spowodowane niedoborem alfa-1-antytrypsyny. Drugą z przyczyn powstania odmy samoistnej u osób młodych jest tzw. zespół Marfana (choroba genetyczna tkanki łącznej).
Objawy dużej odmy bywają gwałtowne i zagrażające życiu, a niewielkiej odmy prawie zupełnie niezauważone przez chorego.
Typowymi objawami jest nagły, kłujący ból w klatce piersiowej, duszność oraz suchy kaszel, a także uczucie ucisku klatki piersiowej.
Mała odma opłucnowa wymaga jedynie leczenia spoczynkowego, ale w warunkach szpitalnych. Chory powinien leżeć na boku po stronie odmy oraz wykonywać rehabilitację oddechową, co sprzyja rozprężaniu płuca. Duże odmy leczy się stosując drenaż jamy opłucnowej, a w przypadku odmy wtórnej operację (torakotomię bądź wideotorakoskopię (VATS) połączoną z pleurodezą).
Osoby, które przebyły odmę powinny unikać nagłych zmian ciśnienia (lotów na dużych wysokościach, nurkowania, skoków na bungee czy ze spadochronem) oraz sportów wysoce wysiłkowych (podnoszenie ciężarów etc.). Zaleca się natomiast jogging i długie spacery.

## Odma pourazowa
Odma urazowa opłucnej jest wynikiem przedostania się powietrza do jamy opłucnej w wyniku urazu. Ze względu na panujące w jamie opłucnej podciśnienie powietrze wnika do jamy opłucnej rozszerzając ją, a płuco ulega zapadnięciu. Zniesienie ujemnego ciśnienia względnego w opłucnej uniemożliwia prawidłową wymianę oddechową w tym płucu. Zależnie od połączenia jamy opłucnej z atmosferą, odmę określa się jako:
- odma zamknięta opłucnej
- odma otwarta opłucnej
- odma zastawkowa opłucnej, odma prężna.

### Leczenie
Leczenie odmy zależy od wielu czynników takich jak nasilenie objawów, wskaźniki ostrej choroby, obecność podstawowej choroby płuc oraz oszacowana wielkość odmy na podstawie zdjęcia rentgenowskiego.
a) Leczenie w stanach bezpośredniego zagrożenia życia
Odma prężna w pierwszej kolejności jest leczona przez wprowadzenie igły lub kaniuli do jamy opłucnowej – takie postępowanie może być wymagane jeszcze przed transportem do szpitala. Igła lub kaniula pozostaje w miejscu jej wprowadzenia, do czasu wykonania drenażu jamy opłucnowej. Jeśli odma opłucnowa jest przyczyną zatrzymania krążenia, to dekompresja przy użyciu igły jest wykonywana jako element resuscytacji, ponieważ może to przywrócić rzut serca.
Do stanów bezpośredniego zagrożenia życia należą również odma obustronna i odma krwotoczna; mogą wymagać wykonania drenażu opłucnej lub leczenia chirurgicznego.
b) Postępowanie w stanach niezagrażających życiu
Mała odma samoistna może wymagać tylko obserwacji, leczenia spoczynkowego i tlenoterapii. Takie postępowanie jest odpowiednie, gdy oprócz szacowanej małej wielkości odmy spełnione są takie warunki jak brak duszności i brak choroby podstawowej płuc. Leczenie zachowawcze może być również odpowiednie w wybranych przypadkach dużej odmy samoistnej, jeśli objawy są ograniczone. Przyjęcie do szpitala jest rzadko wymagane pod warunkiem, że pacjent zostanie poinformowany o konieczności bezzwłocznego zgłoszenia się do szpitala w razie nasilenia się objawów. Wykonanie kontrolnego badania RTG klatki piersiowej jest konieczne do oceny dynamiki zmian i może być wykonane w trybie ambulatoryjnym. Szacunkowo resorpcja odmy opłucnowej postępuje w tempie 1,25% do 2,2% objętości jamy opłucnowej dziennie. Podawanie tlenu w dużym przepływie może przyspieszać tempo resorpcji odmy nawet czterokrotnie.
Duża odma opłucnowa może być leczona poprzez aspirację strzykawką przez kaniulę lub w razie jej nieskuteczności – przy użyciu drenażu jamy opłucnowej.

## Klasyfikacja ICD10
| kod ICD10     | nazwa choroby                      |
| ------------- | ---------------------------------- |
| ICD-10: J93   | Odma opłucnowa                     |
| ICD-10: J93.0 | Odma opłucnowa samoistna z wysiłku |
| ICD-10: J93.1 | Inna samoistna odma opłucnowa      |
| ICD-10: J93.2 | Inna odma opłucnowa                |
| ICD-10: J93.8 | Inna odma opłucnowa                |
| ICD-10: J93.9 | Nieokreślona odma opłucnowa        |